# Údolní nádrž Štěchovice
Údolní nádrž Štěchovice är en reservoar i Tjeckien. Den ligger i den centrala delen av landet, 27 km söder om huvudstaden Prag. Údolní nádrž Štěchovice ligger 224 meter över havet. Arean är 96 kvadratkilometer.  I omgivningarna runt Údolní nádrž Štěchovice växer i huvudsak blandskog.